# 魔王城的小廚師
《魔王城的小廚師 ～同事都是長相嚇人的魔族，但是職場氣氛很溫馨～》是ワイエム系著作、連載於新潮社的漫畫網站《KurageBunch》的異世界题材的喜劇料理漫畫。2023年，pixiv和日本出版販售公司舉辦的網路漫畫總選舉，本作在其中獲得第10名。

## 登場人物
以下聲優為PV版本。

### 主要人物
小紬 / 岩船紬（聲：富田美憂）
本作女主角，被非法召喚至異世界，但在原世界無家可歸所以不願回去。
佐魯特·庫洛伊茲（聲：諏訪部順一）
魔王城食堂厨师长同時也是魔王的兒子，龍人族。
修伽·布萊魯（聲：小野友樹）
狼人族，魔王城食堂的廚師。
雲·修（聲：河西健吾）
鬼人族，魔王城食堂的廚師。
比內加魯·拉·尼阿（聲：中村悠一）
美杜莎族，魔王城食堂第一班班長。
維·派托斯（聲：江口拓也）
蜂族、埃爾達蜂，魔王城食堂第一班副班長。由於為了隱藏身份，因此知道其種族的只有佐魯特。

## 出版書籍
| 卷數 | 新潮社       | 新潮社                 | 東立出版社   | 東立出版社             |
| 卷數 | 發售日期     | ISBN                   | 發售日期     | ISBN                   |
| ---- | ------------ | ---------------------- | ------------ | ---------------------- |
| 1    | 2023年7月7日 | ISBN 978-4-107-72615-5 | 2025年5月5日 | ISBN 978-626-02-2396-0 |
| 2    | 2024年2月8日 | ISBN 978-4-107-72679-7 |              |                        |
| 3    | 2024年8月7日 | ISBN 978-4-107-72736-7 |              |                        |
| 4    | 2025年5月9日 | ISBN 978-4-107-72826-5 |              |                        |

## 外部連結
- Kuragebunch -漫畫（日語）